# Elaphocera baguenae
Elaphocera baguenae är en skalbaggsart som beskrevs av Mancini 1925. Elaphocera baguenae ingår i släktet Elaphocera och familjen Melolonthidae. Inga underarter finns listade i Catalogue of Life.